# 佐那河内村立佐那河内中学校
佐那河内村立佐那河内中学校（さなごうちそんりつ さなごうちちゅうがっこう）は、徳島県名東郡佐那河内村下字西ノハナにある公立中学校。

## 沿革
- 1947年 - 新制中学発足と同時に創立。
- 1963年 - 体育館新築落成。
- 1975年 - 徳島県教育委員会より徳島県教育功労者としてソフトボール部（男子）団体表彰を受ける。
- 1976年 - 徳島県体育協会よりソフトボール部スポーツ奨励賞を受ける。
- 1986年 - 新校舎特別教室完成。
- 1988年 - 第1回佐那河内中学校清流祭開催。
- 1993年 - ボランティア活動優秀校として藍青賞を受賞。
- 1994年 - 学校保健安全優秀校として徳島県教育委員会より表彰。

## 校訓
- 自主
- 協同
- 友愛

## 校歌
- 作詞: 金沢治
- 作曲: 近藤良三

## 関連学校
- 佐那河内村立佐那河内小学校

## 通学区域が隣接している学校
- 神山町立神山中学校
- 徳島市上八万中学校
- 徳島市南部中学校
- 勝浦町立勝浦中学校
- 上勝町立上勝中学校